# بریکاویل
بریکاویل (به لاتین: Brickaville) یک منطقهٔ مسکونی در ماداگاسکار است که در وهیبینانی (بخش) واقع شده‌است.

## خواهرخوانده
شهر لو تامپون خواهرخواندهٔ بریکاویل هست.